# Córrego
Córrego, arroio (português brasileiro) ou ribeiro (português europeu) é um corpo de água corrente de pequeno porte. Rotineiramente, é utilizado para se referir a algo de menor tamanho que um riacho.

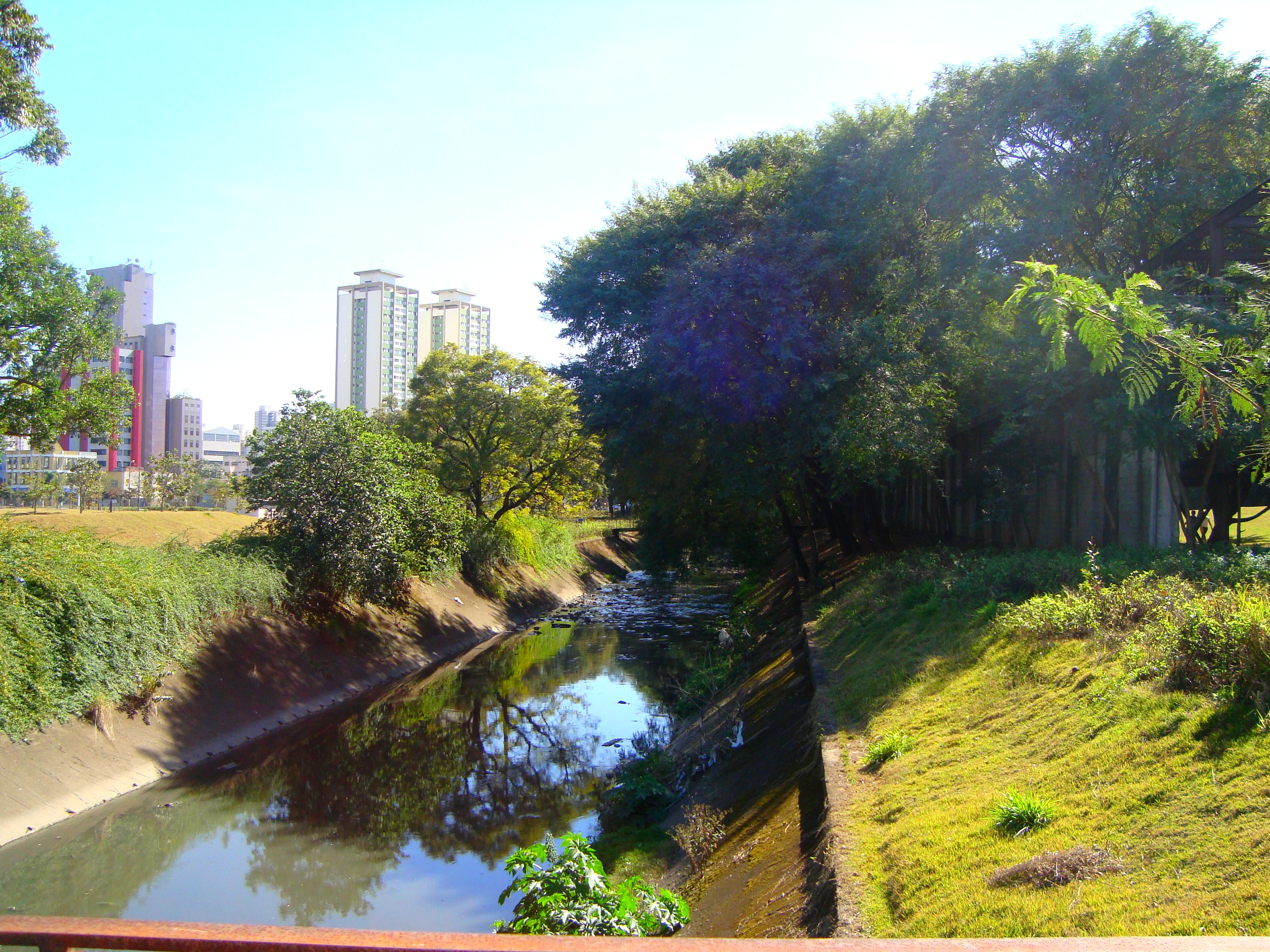
Córrego Carandiru cortando o Parque da Juventude, na Zona Norte de São Paulo.

Caracterizado por apresentar uma geometria que varia em média de 30 cm a 250cm de largura e cerca de 20 cm a 100 cm de espessura da lâmina d'água. São muito importantes, pois representam basicamente o início de um rio e portanto, fundamentais para o fluxo de água dentro de uma ou mais bacias hidrográficas, pois captam e drenam a água das chuvas e, principalmente, das nascentes. por isso, são vitais para a formação dos rios e de seus afluentes.
Nasce em áreas mais elevadas do relevo e descem o relevo erodindo ou cortando solos pouco profundos associados com a presença de rochas em seu substrato. Os córregos são grandes responsáveis pelo abastecimento hídrico de grandes represas e/ou reservatórios de água que se destinam ao abastecimento público e geração de energia elétrica. Nas últimas, verifica-se que, tanto em áreas urbanas quanto em áreas rurais, suas nascentes e seus pequenos canais estão sendo afetados negativamente por uso e ocupações de terrenos que desprezam um estudo geoambiental que leve em consideração o tipo de uso e ocupação a que se destina e as características físicas e biológicas da geografia local. Uma vez ocupada, as margens de córregos podem ser grandes produtoras de entulhos, resíduos, sedimentos, esgoto, e agrotóxicos que podem colocar em suspeita o uso do recurso hídrico de uma ou mais bacias hidrográficas, colocando a saúde pública em risco e o desenvolvimento de um região geográfica.